# Tarnogród
Pour les articles homonymes, voir Tarnogród (homonymie).
Tarnogród ([tarnogrut]) est une ville du powiat de Biłgoraj de la voïvodie de Lublin, dans le sud-est de la Pologne.
Elle est le siège administratif (chef-lieu) de la gmina urbaine-rurale appelée gmina de Tarnogród.
La ville se situe à environ 19 kilomètres au sud de Biłgoraj (siège de la powiat) et 122 kilomètres au sud de Lublin (capitale de la voïvodie).
Sa population s'élevait à 3 362 habitants en 2011 pour une superficie de 10,69 kilomètres carrés, faisant une des plus petites villes de la région.

## Histoire
Tarnogród a été fondée au XVIe siècle et obtient le statut de ville en 1567. Elle perd ce statut en 1870 pour les retrouver en 1987.
Au déclenchement de la Seconde Guerre mondiale, il y avait environ 2 500 juifs en Tarnogród. La communauté juive a été liquidée le 2 novembre 1942, quand 3 000 juifs de Tarnogród et de ses environs ont été déportés vers le camp d'extermination de Belzec.
De 1975 à 1998, la ville est attachée administrativement à la voïvodie de Zamość.

Depuis 1999, elle fait partie de la voïvodie de Lublin.